# Flemming Flindt
Flemming Ole Flindt, född 30 juni 1936 i Köpenhamn, död 3 mars 2009 i Sarasota, Florida, USA, var en dansk balettmästare, dansare och koreograf. Han var utbildad på Det Kongelige Teaters ballettskola och i Paris. Han blev knuten till Det Kongelige Teater, och slutade sin danskarriär som solodansare där, men hade också en mängd arbeten på andra stora internationella scener.

## Biografi
Under åren 1966 till 1978 var han balettmästare vid Det Kongelige Teaters balett, och bland hans uppsättningar väckte särskilt baletten Dødens Triumf år 1972 stor uppmärksamhet. Rockgruppen Savage Rose hade skrivit musiken till verket och i vissa scener uppträdde nakna dansare, inklusive balettmästeren själv och hans dåvarande hustru Vivi Flindt. 
Dødens Triumf, liksom flera av hans uppsättningar från den perioden, blev mycket uppmärksammade och en stor framgång för honom. År 1978 skapade han ett eget balettkompani som hade premiär med Salome. Några år senare blev han utsedd till balettmästare vid baletten i Dallas, USA. Senare fungerade han som frilanskoreograf, och därefter, 1991, återvände han till Det Kongelige Teater i Köpenhamn.
Flemming Flindt fick Dannebrogorden år 1974. Han är begravd på Frederiksberg Ældre Kirkegård.